# Лозарево
Лозарево е село в Югоизточна България. То се намира в община Сунгурларе, област Бургас.

## География
Селото се намира на 9 km от общинския център Сунгурларе, на 73 km от областния център Бургас и на 344 km от столицата София. През селото минава Ришкия проход, а на 30 km се намира и автомагистрала „Тракия“. Землището на Лозарево граничи със землищата на следните села: на север с Подвис и Прилеп, на изток с Климаш, на юг с Невестино и Вълчин, с Горово на югозапад и Черница на запад.
Днешното Лозарево е разположено в най-благоприятната за обитаване източна част на Сунгурларската долина, съчетаваща планински и полупланински релеф. Климатът е умереноконтинентален. Преобладаващите канелени горски почви предопределят специализирането на района като лозаро-винарски още преди хилядолетия. Сред отглежданите сортове грозде са: за бели вина – червен мискет, мускат отонел, шардоне и ризлинг, а за червени вина – памид. Водното изобилие е предпоставка и за развито зеленчукопроизводство. Освен това се засяват значителни количества тютюн, а и почти всички видове зърнени култури. Хълмовете в околността са покрити с вековни смесени гори, които разкриват богато разнообразие от растителни и животински видове и гъби.

## История
Районът, върху който се простира днешното селско землище, има хилядолетна и изключително богата история. Селищната могила в местността „Черковището“ сочи като начална дата на заселване по тукашните места VІ хил. пр.н.е., през т.нар. неолитна епоха. През V – ІV век пр.н.е. недалеч от Лозарево, по поречието на р. Голяма Камчия се оформя един от първите династични центрове на Одриското царство. След ликвидирането му земите на днешното лозаревско землище са включени към стратегията Анхиало (дн. Поморие). Жителите на процъфтяващото укрепено селище в м. „Ак Бунар“ се радват на спокоен живот докъм средата на ІІІ век. През периода 240 – 269 г. настъпва истински ужас върху територията на империята[ неясно? ]. Спокойствието е възстановено едва при император Диоклециан. В резултат землището на Лозарево се оказало част от новата провинция Хемимонтус с център Адрианопол (дн. Одрин).
В местността „Градището“ са открити останки от антична крепост, включително от две раннохристиянски базилики, едната датирана към V век.
През втората половина на VІІІ в. България изпада във властова криза, от което се възползва Византия. Съществува предположението, че в района на Лозарево се е намирала средновековната византийска крепост Голое, определяна като хипотетичен епископски център от ХІ – ХІІ век. Единственото сигурно, което се знае за Голое, е, че се е намирала в митрополията Хемимонтус с център Адрианопол (Одрин). 
През 1371 г. Сунгурларската долина е завладяна от османските турци. В османските регистри от ХVІ век се появяват селищата Ак Бунар и Комарева, което позволява да се приеме, че уседналият живот се възстановява през втората половина на ХV век, а от втората половина на същия век се среща само името – Комарево. В периода на кърджалийските години, Комарево не било подминато от разорение. В този размирен период в района свещенодейства поп Стойко – бъдещият епископ Софроний Врачански. След приключването на Руско-турската война от 1828 – 1829 г. стартира масова емиграция на жители на Комарево към Влашко и Бесарабия (1830 – 1834). През 1850 г. е открито училището в с. Комарево, което е първото в Сунгурларската долина, с пръв учител поп Стефан Тодоров, селски свещеник (надгробният му кръст и днес стои в черковния двор).
Лозаревската църква „Св. Димитър“ е в днешния си вид от 1858 г., но предвид практиката през османското владичество да се строят християнски храмове върху по-стари такива, то може да се приеме, че тя е изградена по-рано, между 1834 и 1850 г. Българското общинско управление в с. Комарево е основано през 1853 г. с пръв мухтар (кмет) Добри Желев, който кметува до 1858 г. През януари 1878 г. селото е нападнато и опустошено от башибозук; една част от населението бяга в Карнобат, а оттам в Бургас. След Освобождението на България, в Комарево се провеждат избори, при които е избран за първи следосвобожденски кмет Гюро Колев (кметува до 1881 г.). Селото е окончателно освободено от османска зависимост през 1885 г. През 1905 г. е основана първата земеделска задруга в селото, а от 1907 г. лозарството съставлява важен отрасъл, който осигурява сериозни доходи на селото. През 1920 г. е основано читалище „Светлина“, а през 1927 г. е изградена и детска градина. Сегашната сграда на основното училище „Христо Ботев“ е построена през 30-те години на ХХ в. През 1938 г. селото е преименувано от Комарево на днешното Лозарево. След 1944 г. с. Лозарево запазва челното си място в района. По време на социалистическата планова икономика в селото работи единственият в България цех на „Винпром“ за производство на вермути. Преди това от 1933 г. с помощта на кооперация „Сеялка“ се открива винарска изба.

### Име
Днешното име на селото – Лозарево несъмнено произхожда от обстоятелството, че селището се намира в утвърден и известен лозаро-винарски район. До 1938 г. то е носило името Комарево. Старото име на селото произлиза от славянската дума „камара“ или „комара“, която означава изкуствено възвишение, насип. Вероятно край селото е имало военен насип, укрепление или насипана земя от селскостапнска дейност, която да е служила като маркер за географията в района.

### Лозарево в днешно време
Основен поминък на населението е традиционното земеделие – предимно лозарство и зърнопроизводство. Част от населението е заето с дейности в сферата на услугите.

## Културни и природни забележителности
- Археологически разкопки край селото от римско време, познати като Акбунар. В тази местност е доказано съществуването на тракийско селище по това време, а вероятно и през следващите столетия. Този древен град е носил името „ГОЛОЕ“, датирано е от преди 1272 г. Част от находките може да се видят в Археологическия музей в Бургас. Тези разкопки са водени от г-жа Цоня Дражева, която също е от с. Лозарево.

## Спорт
- Борба – класически стил, дълго време е с най-голям приоритет и най-много успехи, начело на които стоеше Иван Кенов. Спечелени са много медали от републикански, областни, окръжни и общински първенства.
- Футбол: Селото разполага със собствен стадион, пригоден за изискванията на българския футбол, за нуждите на местния отбор ФК Голое (Лозарево). За този отбор е играл и бившият ст. треньор на „Левски“ и „Черноморец“ Бургас Димитър Димитров – Херо в няколко мача.

## Култура
За селото има издадени книги, в които може да се намери всичко за културно-историческо наследство на селото. Храмът на селото „Св. Димитър“ е създаден през 1880 г. Селото има действащо основно училище, носещо името на Христо Ботев.
Също така има и читалище „Светлина“, осъществяващо дейност в традиционните празници като лазаруване, коледуване и празника на лозарите и винарите Трифон Зарезан.
Понастоящем богатството от природните дадености и изобилието от културно-исторически паметници в района не се използва пълноценно. Перспективи за развитието на Лозарево се откриват както в усъвършенстването на местното земеделие, така и в разработването на целогодишен специализиран туризъм.

## Население
Към 2014 г. населението на Лозарево наброява 750 жители; по този показател селото се нарежда сред първите в общината. Жителите в селото са предимно българи, турци и цигани.

### Етнически състав
Преброяване на населението през 2011 г.
Численост и дял на етническите групи според преброяването на населението през 2011 г.:
|                     | Численост |
| Общо                | 880       |
| Българи             | 591       |
| Турци               | 81        |
| Цигани              | 161       |
| Други               | -         |
| Не се самоопределят | -         |
| Неотговорили        | 28        |

## Кметове на село Лозарево
- януари – февруари 1944 г. Димо Жечев
- февруари – април 1944 г. Рачо Гущеров
- април 1944 – 9 септември 1944 г. Стефан Захариев
- 10 септември 1944 – януари 1953 г. – Руси Банчев
- януари 1953 – 1961 г. Ради Пирьов
- 1 януари 1962 – август 1964 г. Георги Трифонов
- 1964 – 1967 г. Димо Жечев
- Иван Генов
- Георги Терзиев (Шарона)
- Иван Генов
- Марин Рошманов
- 1990 – 1991 г. Тончо Велев (временна управа)
- 1991 – 1995 г. Тончо Велев
- 1995 – 1999 г. Минка Добрева
- 1999 – 2003 г. Димка Андонова Чанева
- 2003 – 2007 г. Иван Георгиев Манчев
- 2007 – 2011 г. Благомир Тодоров Чомаков
- 2011 – 2015 г. Димка Андонова Чанева
- 2015-2019 г. Благомир Тодоров Чомаков
- 2019 г. Димка Андонова Чанева

## Известни личности
Родени в Лозарево
- Младен Малаков (р. 1956), кларинетист

## Други
През 1987 г. край селото е започнат тунелът „Лозарево“, който е най-дългият двупътен железопътен тунел на Балканите с дължина 2811 m.
Селото е едно от най-развитите и най-големите в областта. То разполага с четири заведения („кафета“), и два „ТИР“ паркинга, отворили врати през лятото на 2007, също разполага с 5 хранителни магазина, други три магазина за дрехи. В селото има аптека, ветеринарна аптека, зъболекарски кабинет, поща. Също така през Лозарево минава жп линията Карнобат – Синдел(Варна), свързваща го с различни градове от страната: Карнобат, Бургас, Стралджа, Пловдив, Варна.
В землището на селото се намира и Военно формирование 36720 Лозарево, от състава на Съвместното командване на силите. В началото е бил създаден като 3-ти армейски инженерен склад към бившата 3-та армия.